# Observatori Astronòmic del Garraf
L'Observatori Astronòmic del Garraf (OAG) és un observatori astronòmic al Parc Natural del Garraf, a una altitud de 297 metres, dins del terme municipal d'Olivella, a 35 km al sud de Barcelona.
Aquest centre va néixer en 1997 d'un acord entre la Diputació de Barcelona i l'entitat sense ànim de lucre OAG, recuperant-se l'antic magatzem agrícola de Ca Tòfol, contigu a l'Escola de Natura de Can Grau, convertint-lo en un observatori capaç de desenvolupar programes de divulgació (sessions públiques), didàctics (tallers d'observació solar i cursos d'introducció), observació i recerca (especialitzat en l'estudi d'estels dobles visuals).
L'Observatori Astronòmic del Garraf publica regularment els resultats dels seus treballs de recerca en estels dobles en la publicació Double Stars Section Circular de la Webb Society, Regne Unit, i al portal web del Washington Double Star Catalogue pertanyent a l'Observatori Naval dels Estats Units, a Washington.
Des de les seves instal·lacions va ser descobert l'asteroide (99193) Obsfabra el 14 d'abril de 2001.